# Bahnhof Brühl

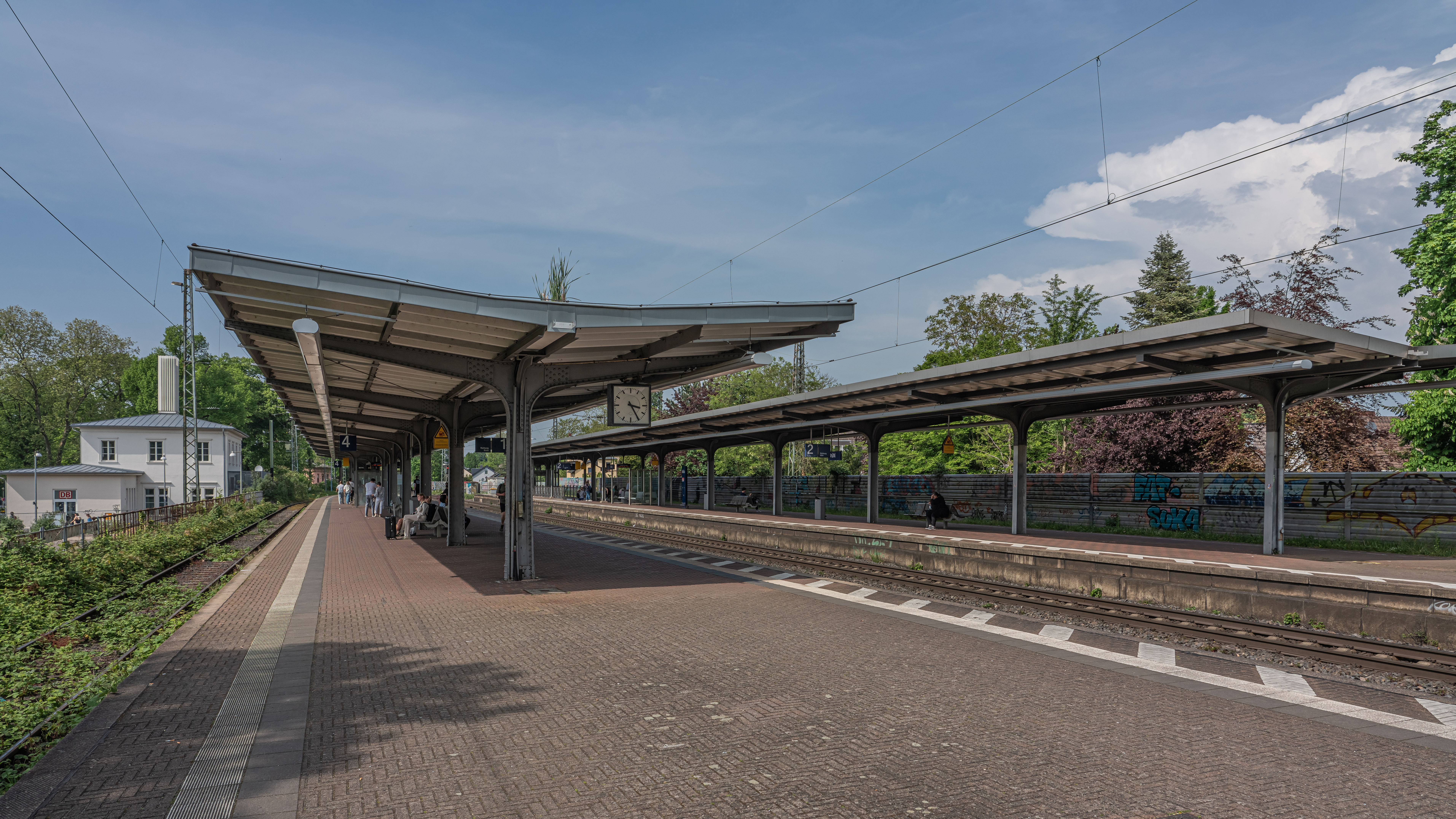
Bahnsteige im Bahnhof Brühl (2024)

Der Bahnhof Brühl ist einer der Bahnhöfe der Stadt Brühl im Rheinland. Er besteht aus einem als Regionalbahnhof genutzten Personenbahnhof  und einem etwa anderthalb Kilometer nördlich gelegenen Güterbahnhof. Beide Bahnhofsteile liegen an der linken Rheinstrecke, im Güterbahnhof besteht zudem eine Verbindung zum Bahnhof Brühl-Vochem an der Vorgebirgsbahn der HGK.

## Verkehrsanbindung
Der Personenbahnhof wird von allen Regionalverkehrslinien auf der linken Rheinstrecke bedient:
| Linie      | Verlauf | Takt                                                                                     |
| ---------- | --- | ---------------------------------------------------------------------------------------- |
| RE 5 (RRX) | Rhein-Express: Wesel – Friedrichsfeld (Niederrhein) (zweistdl.) – Voerde (Niederrhein) – Dinslaken – Oberhausen-Holten (zweistdl.) – Oberhausen-Sterkrade – Oberhausen Hbf – Duisburg Hbf – Düsseldorf Flughafen – Düsseldorf Hbf – Düsseldorf-Benrath – Leverkusen Mitte – Köln-Mülheim – Köln Messe/Deutz – Köln Hbf – Köln Süd – Brühl – Bonn Hbf – Bonn UN Campus – Bonn-Bad Godesberg – Oberwinter – Remagen – Sinzig (Rhein) – Bad Breisig – Andernach – Koblenz Stadtmitte – Koblenz Hbf Stand: Fahrplanwechsel Dezember 2023 | 60 min                                                                                   |
| RB 26      | MittelrheinBahn: (Köln/Bonn Flughafen –) (nur im Nachtverkehr) Köln Messe/Deutz – Köln Hbf – Köln West – Köln Süd – Hürth-Kalscheuren – Brühl – Sechtem – Roisdorf – Bonn Hbf – Bonn UN Campus – Bonn-Bad Godesberg – Bonn-Mehlem – Rolandseck – Oberwinter – Remagen – Sinzig (Rhein) – Bad Breisig – Brohl – Namedy – Andernach – Weißenthurm – Mülheim-Kärlich – Koblenz-Lützel – Koblenz Stadtmitte – Koblenz Hbf – Rhens – Spay – Boppard Hbf – Boppard-Bad Salzig – Boppard-Hirzenach – Sankt Goar – Oberwesel – Bacharach – Niederheimbach – Trechtingshausen – Bingen (Rhein) Hbf – Bingen (Rhein) Stadt – Bingen-Gaulsheim – Gau Algesheim – Ingelheim – Heidesheim (Rheinhessen) – Uhlerborn – Budenheim – Mainz-Mombach – Mainz Hbf Stand: Fahrplanwechsel Dezember 2021 | 60 min                                                                                   |
| RB 48      | Rhein-Wupper-Bahn: Wuppertal-Oberbarmen – Wuppertal-Barmen – Wuppertal Hbf – Wuppertal-Vohwinkel – Haan-Gruiten – Haan – Solingen Hbf – Leichlingen – Opladen – Leverkusen-Manfort – Köln-Mülheim – Köln Messe/Deutz – Köln Hbf – Köln West – Köln Süd – Hürth-Kalscheuren – Brühl – Sechtem – Roisdorf – Bonn Hbf – Bonn UN Campus – Bonn-Bad Godesberg – Bonn-Mehlem Stand: Fahrplanwechsel Dezember 2021 | 30 min (W-Oberbarmen–Köln) 30 (HVZ)/60 min (Köln–Bonn Hbf) 60 min (Bonn Hbf–Bonn-Mehlem) |

Die Linien RE 5 und RB 26 verkehren täglich im Stundentakt, die Linie RB 48 seit Dezember 2015 in den Hauptverkehrszeiten im Halbstundentakt, ansonsten ebenfalls im Stundentakt. Eine Busanbindung besteht durch die Linie 930, die werktags halbstündlich und an Wochenenden im Stundentakt verkehrt, sowie durch die Linien SB91 und SB93. In den Sommermonaten verkehrt zudem ein privater Pendelverkehr zum Phantasialand.

## Geschichte

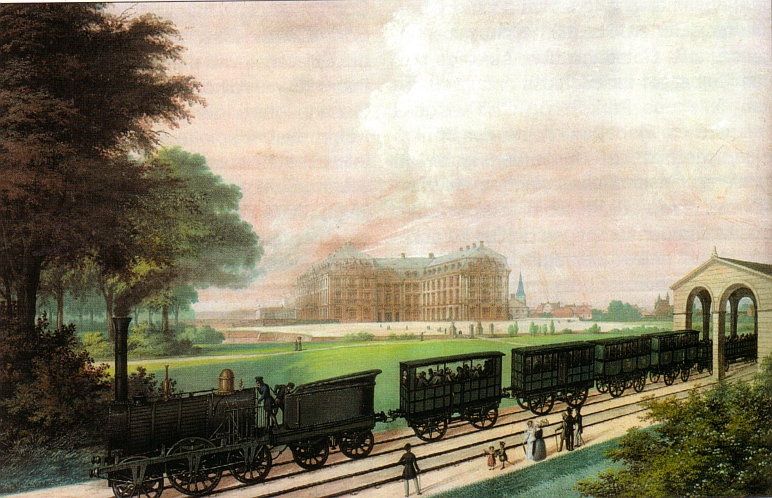
Eröffnung 1844

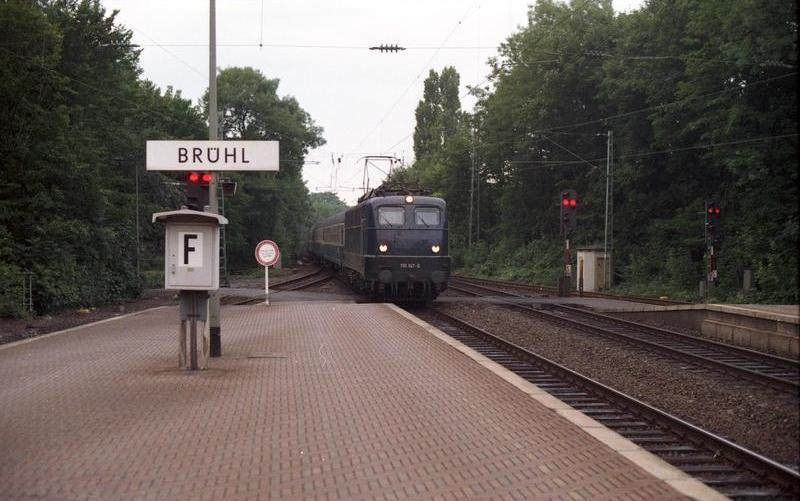
1988, noch mit zweitem Überholgleis

Der Bahnhof Brühl wurde am 15. Februar 1844 durch die Bonn-Cölner Eisenbahn (BCE) aus Anlass des Besuches der britischen Königin Victoria eröffnet und war von Anfang an wichtigster Zwischenhalt zwischen Köln und Bonn. Das Empfangsgebäude an der zunächst eingleisigen Strecke wurde nach Plänen von Johann-Peter Weyer in der Sichtlinie des Schloss Augustusburg errichtet. Da die Strecke zu großen Teilen über herrschaftliche Ländereien führte, konnte hier die königliche Familie ihren Einfluss geltend machen.
Bereits 1869 wurde ein zweites Gleis gebaut, wobei der Personenbahnhof einen Mittelbahnsteig erhielt. Der Güterbahnhof befand sich zu dieser Zeit unmittelbar nördlich auf der Ostseite der Strecke.
In den Jahren 1910 bis 1913 kam es zu einer umfangreichen Umgestaltung der Bahnanlagen in Brühl. Insbesondere zur Beseitigung von Kreuzungen mit anderen Verkehrsarten wurde die Strecke auf einen bis zu vier Meter hohen Damm verlegt. Der Personenbahnhof erhielt auf beiden Seiten der Strecke je ein Ausweichgleis und zwei Inselbahnsteige zwischen Haupt- und Ausweichgleis, die über eine Unterführung zu erreichen sind. Da für den Güterbahnhof kein Platz mehr bestand, wurde er weiter nach Norden auf die Westseite der Strecke verlegt. Zwischen beiden Bahnhofsteilen wurde die Querbahn der Cöln-Bonner Kreisbahnen mit einer Brücke über die Strecke geführt und von Vochem her an den neuen Güterbahnhof angeschlossen.

### Eisenbahnunfall 2000
Beim Eisenbahnunfall von Brühl kamen am 6. Februar 2000 neun Menschen ums Leben und 149 weitere wurden verletzt, als ein Zug von Norden auf dem Gegengleis kommend mit überhöhter Geschwindigkeit ins östliche Ausweichgleis einfuhr und entgleiste. Während der vordere Teil des Zuges die Böschung herabstürzte und ein Wohnhaus rammte, wurde der hintere Teil quer über den Bahnsteig gegen einen Pfeiler des Bahnsteigdachs gepresst. Zu dem Unglück hat auch die Gestaltung des Bahnhofs aus zwei räumlich getrennten Teilen und das fehlende Zwischen- wie auch Ausfahrsignal für die Gegenrichtung am durchgehenden Hauptgleis der Gegenrichtung beigetragen. Bei den Aufräumarbeiten wurde das östliche Ausweichgleis vollständig entfernt, der Bahnsteig verkürzt und auf der Ostseite eine Lärmschutzwand errichtet.
Im Zuge der NRW-Modernisierungsoffensive wurde 2006 der Zugang zum Bahnsteigtunnel aufgeweitet und die Treppen mit Treppenliften versehen.

### Umbau ab 2019

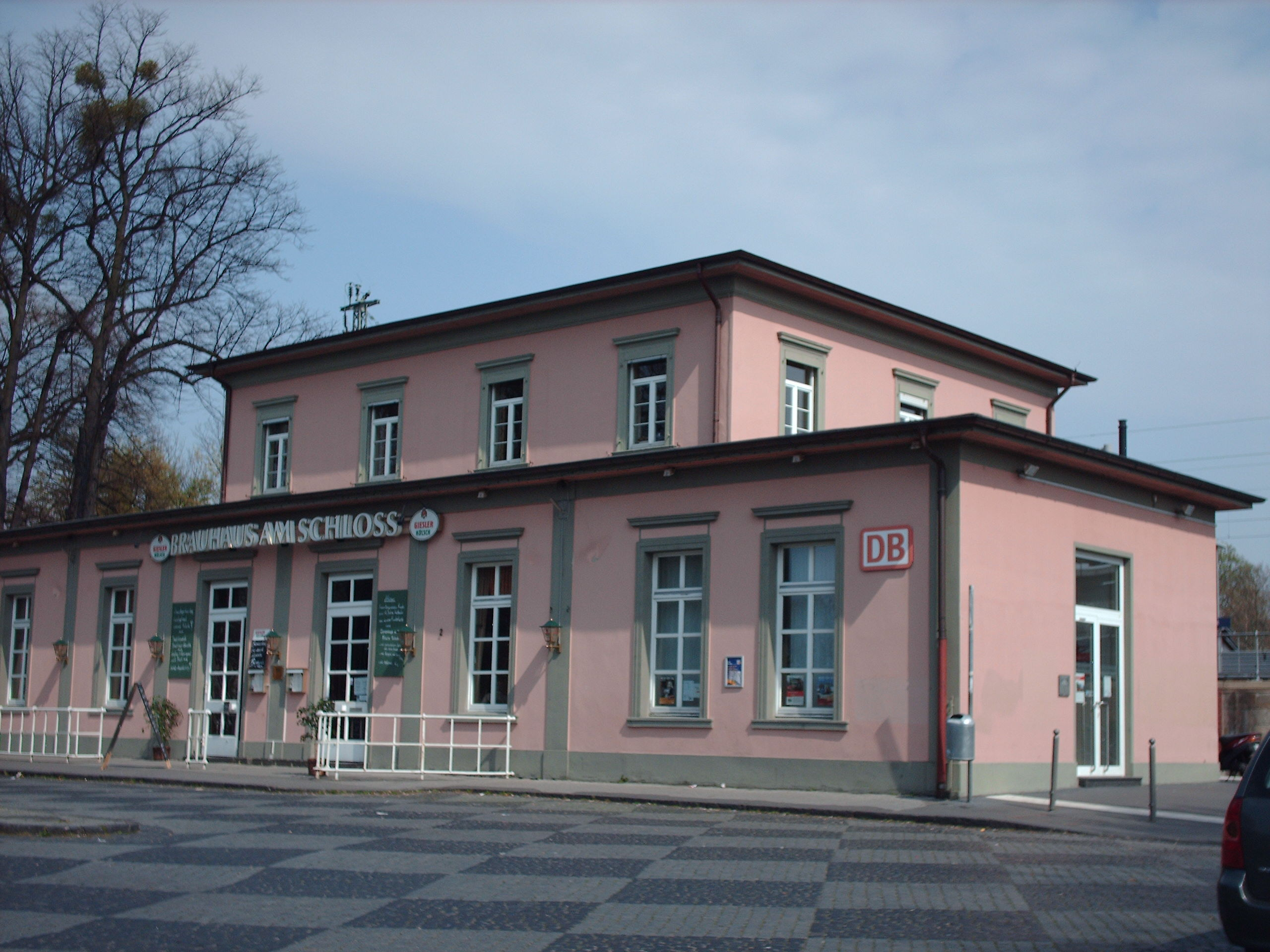
Das Empfangsgebäude im alten Anstrich vor den Umbaumaßnahmen

Nachdem ab 2019 im Rahmen des Ausbaus für den Rhein-Ruhr-Express bereits erste Maßnahmen wie der Einbau von Aufzügen durchgeführt wurden, erfolgt seit Mai 2023 der weitere barrierefreie Umbau des Bahnhofs.

## Trivia
2013 wurde im Bahnhof eine Szene von Privatdetektive im Einsatz gedreht.